# Бунин, Михаил Станиславович
Михаил Станиславович Бу́нин (род. 21 ноября 1954, Мичуринск) — советский и российский селекционер, руководитель Департамента науки и технического прогресса Министерства сельского хозяйства Российской Федерации.

## Биография
Родился 21 ноября 1954 года в Мичуринске (Тамбовская область).
- 1977 — окончил с отличием плодоовощной факультет Мичуринского плодоовощного института им. И. В. Мичурина.
- 1981 — окончил аспирантуру ВНИИ селекции и семеноводства овощных культур.
- С 1981 — работа во ВНИИССОК[2]: младший, затем старший и ведущий научный сотрудник.
- 1982 — защитил кандидатскую диссертацию.
- 1991—2002 — заведующий лабораторией селекции и семеноводства столовых корнеплодов ВНИИССОК.
- 1993 — заместитель директора ВНИИССОК по научной работе, руководитель селекционного центра ВНИИССОК.
- 1998 — защитил докторскую диссертацию.
- 2003—2004 — руководитель департамента науки и технического прогресса Минсельхоза России.
- 2004—2010 — заместитель директора департамента научно-технологической политики и образования Минсельхоза России.
- 2010—2012 — исполняющий обязанности главного ученого секретаря Россельхозакадемии
- 2012-н.в. — директор Центральной научной сельскохозяйственной библиотеки (ФГБНУ ЦНСХБ) Минобрнауки России

### Научная деятельность
Научная деятельность Михаила Станиславовича направлена на изучение проблем развития теоретических основ интродукции, адаптации, селекции и семеноводства сельскохозяйственных растений.
Михаил Станиславович Бунин — автор более 140 научных работ, в их числе:
- монография «Новые овощные культуры России»,
- 12 работ на английском и японском языках.

Непосредственно М. С. Буниным, а также в соавторстве с отечественными и зарубежными селекционерами были выведены и районированы в России 22 сорта и гибрида овощных культур.
Михаилом Станиславовичем были подготовлены 5 кандидатов и 1 доктор наук; продолжает работу в качестве научного руководителя 5 аспирантов и консультанта 3 докторантов.
Михаил Станиславович Бунин:
- заместитель председателя Научно-технического совета Минсельхоза России,
- член докторских диссертационных советов РГАУ-МСХА им. К. А. Тимирязева и ВНИИССОК,
- заместитель главного редактора «Информационного бюллетеня Минсельхоза России»,
- член редколлегий журналов «Достижения науки и техники АПК», «Сельскохозяйственная биология»[2].

## Награды и премии
- заслуженный деятель науки РФ (2004).
- премия Ленинского комсомола (1980) — за работу «Интродукция стахиса в СССР»

## Основные труды
- Бунин М. С., Монахос Г. Ф., Терехова В. И. Производство гибридных семян овощных культур : учебное пособие для подготовки магистров, обучающихся по направлению 110500 «Садоводство». — М. : Изд-во РГАУ-МСХА, 2011. — 181 с. — ISBN 978-5-9675-0560-7
- Бунин М. С. Научное обоснование системы интродукции в Нечерноземье новых овощных культур восточно-азиатского центра происхождения (на примере корнеплодных и клубнеплодных растений видов Raphanus sativus L., Brassica rapa L., Daucus carota L., Stachys sieboldii Mig.): Автореф. дис. … д-ра с.-х. наук. — М.: Б.и.: 1998. — 44 с..